# 1566
1566 (MDLXVI) je bilo navadno leto, ki se je po julijanskem koledarju začelo na torek.

## Dogodki
- 1. januar

## Rojstva
- 25. maj - Mehmed III., 13. sultan Osmanskega cesarstva in 92. kalif islama († 1603)
- 20. junij - Sigismund III. Poljski, kralj Poljske in Švedske († 1632)

## Smrti
- 28. marec - Žiga Herberstein, habsburški diplomat in zgodovinar (* 1486)
- 21. junij - Utamiš Geraj, kan Kazanskega kanata (* 1546)
- 2. julij - Nostradamus, francoski zdravnik, astrolog, jasnovidec (* 1503)
- 31. julij - Bartolomé de Las Casas, španski dominikanski menih, duhovnik, pravnik (* 1484)

Neznan datum
- Giacomo Aconcio, italijanski luteranski teolog (* 1492)